# Requin-marteau planeur
Eusphyra blochii
Espèce
Synonymes
- Zygaena laticeps Cantor, 1837
- Zygaena latycephala van Hasselt, 1823

Répartition géographique
Statut de conservation UICN

 EN  : En danger
Le Requin-marteau planeur (Eusphyra blochii) appartient à la famille des Sphyrnidae. Il se rencontre du golfe Persique jusqu'aux Philippines, et au sud jusqu'en Australie.

## Morphologie
La taille maximale connue est de 186 cm.
Sa tête a une forme très particulièrement en forme d'aile dont l'envergure atteint presque la moitié de sa longueur. Son rôle demeure encore mystérieux et intervient peut-être pour améliorer la mobilité de l'animal ou pour augmenter la précision des organes sensitifs.

## Biologie et environnement
Cette espèce vit dans la mer et les eaux saumâtres peu profondes de l'océan Indien et de l'ouest du Pacifique. Elle se nourrit principalement de petits poissons mais aussi de crustacés et de céphalopodes.

## Intérêt économique
L'espèce est consommée par l'être humain. Le foie est utilisé pour fabriquer une huile riche en vitamines.

## Étymologie
Le nom scientifique de l'espèce commémore le naturaliste allemand, spécialiste des poissons, Marcus Elieser Bloch (1723-1799).